# Heliconius gynaesius
Heliconius gynaesius är en fjärilsart som beskrevs av William Chapman Hewitson 1875. Heliconius gynaesius ingår i släktet Heliconius och familjen praktfjärilar. Inga underarter finns listade i Catalogue of Life.